# Paléet

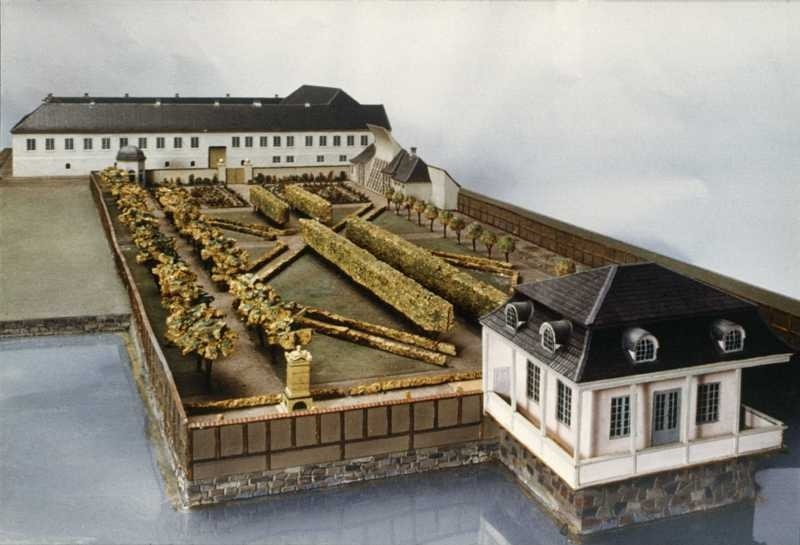
Modell av Paleet

Paléet var ett palats i Oslo i Norge.  
Byggnaden uppfördes i etapper mellan 1744 och 1758.  Huset uppfördes som privatbostad av Christian Ancher.  Det var byggt i trä i en våning ovanpå en hög gråstensgrund.  Det ärvdes 1773 av kammarherre Bernt Anker, och blev då en samlingsplats för Oslos societetsliv.  Kungens svåger och systerson Karl II av Hessen-Kassel och Fredrik, prins av Hessen-Kassel var gäster där 1788. 
Bernt Anker testamenterade sitt hus till offentligt bruk vid sin död 1801, och det blev bestämt att det skulle användas av kungafamiljen vid eventuella besök i staden. Det användes av danske kungens ståthållare i Norge 1801-1814. Det var från den tiden det kallades Paléet. Karl August bodde där 1807-1809 och vice ståthållaren Fredrik, prins av Hessen-Kassel 1810-1813, och Kristian VIII av Danmark 1813 innan han flyttade till Bygdøy Kongsgård.  
Mellan 1814 och fram till att kungliga slottet stod färdigt 1848, användes det sedan av den svensk-norska kungafamiljen varje gång dess medlemmar besökte Oslo. Det beboddes många gånger av Karl XIV Johan och Oscar I och av ståthållarna Carl Mörner (1755–1821) och Johan August Sandels, 1816-1827.  
Under den tiden genomfördes flera förändringar och en av flyglarna fick två våningar. Efter att slottet blev färdigt, användes Paléet av kungliga ämbetsmän. Karl XV valde dock att bo där istället för på slottet under sin tid som vicekung i Norge 1855-1857. 
Høyesterett hade sina lokarl där 1898-1903, och 1908 köpte staten byggnaden av kungen. 
Byggnaden brann ned 1942. 